# Élections sénatoriales de 2011 en Meurthe-et-Moselle
Les élections sénatoriales en Meurthe-et-Moselle ont lieu le dimanche 25 septembre 2011. Elles ont pour but d'élire les sénateurs représentant le département au Sénat pour un mandat de six années.

## Contexte départemental
Lors des élections sénatoriales de 2001 en Meurthe-et-Moselle, quatre sénateurs ont été élus selon un mode de scrutin proportionnel : un UDF, un de DL, une du PCF et un du PS.
Depuis, tous les effectifs du collège électoral des grands électeurs ont été renouvelés, avec les élections législatives françaises de 2007, les élections européennes de 2009, les élections régionales françaises de 2010, les élections cantonales de 2008 et 2011 et les élections municipales françaises de 2008.
Jacqueline Panis remplace Jacques Baudot, décédé en juin 2007.

## Sénateurs sortants
| Sénateur | Sénateur         | Parti | Fonctions lors de l'élection en 2001 |
| -------- | ---------------- | ----- | ------------------------------------ |
|          | Évelyne Didier   | PCF   | Conseillère générale                 |
|          | Daniel Reiner    | PS    | Conseiller régional                  |
|          | Philippe Nachbar | UMP   | Sénateur sortant                     |
|          | Jacqueline Panis | UMP   |                                      |

## Présentation des listes et des candidats
Les nouveaux représentants sont élus pour une législature de 6 ans au suffrage universel indirect par les 1991 grands électeurs du département. En Meurthe-et-Moselle, les sénateurs sont élus au scrutin proportionnel plurinominal. Leur nombre reste inchangé, 4 sénateurs sont à élire et 6 candidats doivent être présentés sur la liste pour qu'elle soit validée. Chaque liste de candidats est obligatoirement paritaire et alterne entre les hommes et les femmes. 4 listes ont été déposées dans le département. Elles sont présentées ici dans l'ordre de leur dépôt à la préfecture et comportent l'intitulé figurant aux dossiers de candidature.

### Union pour un mouvement populaire
| N° | Candidats | Candidats             | Parti | Mandats                                  |
| -- | --------- | --------------------- | ----- | ---------------------------------------- |
| 01 |           | Philippe Nachbar      | UMP   | Sénateur sortant                         |
| 02 |           | Rose-Marie Falque     | UMP   | Conseillère générale, maire d'Azerailles |
| 03 |           | Jean Loctin           | DVD   | Conseiller général                       |
| 04 |           | Marie-Christine Leroy | DVD   | Maire de Dommartemont                    |
| 05 |           | Gérard Liger          | UMP   | Maire d'Atton                            |
| 06 |           | Marie-José Dufour     | DVD   | Maire de Ville-au-Montois                |

### Front national
| N° | Candidats | Candidats           | Parti | Mandats             |
| -- | --------- | ------------------- | ----- | ------------------- |
| 01 |           | Jean-Luc Manoury    | FN    | Conseiller régional |
| 02 |           | Nathalie Repusseau  | FN    |                     |
| 03 |           | Pascal Bauche       | FN    |                     |
| 04 |           | Franceline Vinquant | FN    |                     |
| 05 |           | Georges Morizot     | FN    |                     |
| 06 |           | Monique Bon         | FN    |                     |

### Union pour un mouvement populaire-Divers droite
| N° | Candidats | Candidats               | Parti | Mandats                                           |
| -- | --------- | ----------------------- | ----- | ------------------------------------------------- |
| 01 |           | Jean-François Husson    | UMP   | Conseiller général, conseiller municipal de Nancy |
| 02 |           | Gisèle Fromaget         | UMP   | Maire de Cerville                                 |
| 03 |           | Michel Marchal          | DVD   | Conseiller général, maire de Bures                |
| 04 |           | Thérèse Hautecouverture | DVD   | Maire de Petit-Failly                             |
| 05 |           | Claude Colin            | DVD   | Maire de Frolois                                  |
| 06 |           | Jacqueline Playe        | UMP   | Adjointe au maire de Champigneulles               |

### Parti socialiste-Parti communiste
| N° | Candidats | Candidats        | Parti | Mandats                                                                |
| -- | --------- | ---------------- | ----- | ---------------------------------------------------------------------- |
| 01 |           | Daniel Reiner    | PS    | Sénateur sortant                                                       |
| 02 |           | Évelyne Didier   | PCF   | Sénatrice sortante, conseillère générale, maire de Conflans-en-Jarnisy |
| 03 |           | Pascal Jacquemin | PS    | Maire de Villers-lès-Nancy                                             |
| 04 |           | Nicole Creusot   | PS    | Conseillère générale, conseillère municipale de Nancy                  |
| 05 |           | Christian Ariès  | DVG   | Conseiller général, conseiller municipal de Longwy                     |
| 06 |           | Daouia Bezaz     | PS    | Conseillère régionale                                                  |

## Résultats
| Tête de liste  | Tête de liste        | Liste          | Voix  | %      | Élus |
| -------------- | -------------------- | -------------- | ----- | ------ | ---- |
|                | Daniel Reiner        | PS-PCF         | 844   | 43,24  | 2    |
|                | Philippe Nachbar     | UMP            | 707   | 36,22  | 1    |
|                | Jean-François Husson | UMP            | 358   | 18,34  | 1    |
|                | Jean-Luc Manoury     | FN             | 43    | 2,20   |      |
|                |                      |                |       |        |      |
| Inscrits       | Inscrits             | Inscrits       | 1 991 | 100,00 |      |
| Abstentions    | Abstentions          | Abstentions    | 21    | 1,05   |      |
| Votants        | Votants              | Votants        | 1 970 | 98,95  |      |
| Blancs et nuls | Blancs et nuls       | Blancs et nuls | 18    | 0,90   |      |
| Exprimés       | Exprimés             | Exprimés       | 1 952 | 98,04  |      |

### Sénateurs élus
| Sénateur | Sénateur             | Parti |
| -------- | -------------------- | ----- |
|          | Évelyne Didier       | PCF   |
|          | Daniel Reiner        | PS    |
|          | Philippe Nachbar     | UMP   |
|          | Jean-François Husson | UMP   |